# Lombardei-Rundfahrt 1947
Die Lombardei-Rundfahrt 1947 war die 41. Austragung des italienischen Eintagesrennens Lombardei-Rundfahrt. Sieger wurde Fausto Coppi.

## Rennverlauf
129 Radrennfahrer waren am Start. Die Strecke war 222 Kilometer lang. Start und Ziel lagen in Mailand. 85 Kilometer vor dem Ziel fuhren Fiorenzo Magni und Olimpio Bizzi einen Ausreißversuch. Kurz darauf setzte Coppi nach. An der Madonna di Ghisallo erreichte Coppi die beiden Fahrer, hatte zugleich aber einen Raddefekt. In der Abfahrt erreicht Coppi die Führenden erneut und fuhr seinerseits eine Attacke. Er kam mit großem Vorsprung als Solist ins Ziel. 53 Fahrer beendeten die Lombardei-Rundfahrt 1947.

## Ergebnis
| Platz | Fahrer           | Team             | Zeit           |
| ----- | ---------------- | ---------------- | -------------- |
| 1.    | Fausto Coppi     | Bianchi          | 5:51:55 h      |
| 2.    | Gino Bartali     | Legnano          | + 5:24 Minuten |
| 3.    | Italo De Zan     | Lygie            | gl. Zeit       |
| 4.    | Sergio Pagliazzi | Ricci            | gl. Zeit       |
| 5.    | Louis Thiétard   | Métropole-Dunlop | gl. Zeit       |
| 6.    | Adolfo Leoni     | Bianchi          | + 8:45 Minuten |
| 7.    | Albéric Schotte  | Alcyon-Dunlop    | gl. Zeit       |
| 8.    | Mario Ricci      | Legnano          | gl. Zeit       |
| 9.    | Egidio Marangoni | Wally            | gl. Zeit       |
| 10.   | Fermo Camellini  | Olmo             | gl. Zeit       |